# Рудолф Клаузијус
Рудолф Јулиус Емануел Клаузијус (Кослин, 2. јануар 1822 − 24. август 1888) био је немачки физичар и математичар. Сматра се једним од оснивача науке о термодинамици. Својим преправљањем принципа Сади Карноа, познатог као Карноов циклус, пружио је темељнију основу за теорију топлоте. Његов најважнији рад је „О покретној сили топлоте“ (1850). Први је објавио други закон термодинамике. Он је увео концепт ентропије 1865. и вирал теорему о топлоти 1870. године.. Проучавајући термодинамичке процесе, увео је концепт ентропије, развио кинетичку теорију топлоте и установио да је специфична топлота идеалног гаса константна Клаузијусов закон.

## Биографија
Клаузије је рођен у Кослину (данас Кошалин у Пољској) у покрајини Померанија у Пруској. Отац му је био протестантски пастор и школски инспектор, и ишао је у школу свог оца. После неколико година, отишао је у Гимназију у Штетину (сада Шчећин).
Клаузије је дипломирао на Берлинском универзитету 1844. године, где је студирао математику и физику, са њим су студирали и Густав Магнус, Петер Густав Лежен Дирихле и Јакоб Штајнер. Такође је студирао историју код Леополда фон Ранкеа. Током 1847. године докторирао је на Универзитету у Халеу о оптичким ефектима у Земљиној атмосфери. Потом је постао професор физике на Краљевској артиљеријској и инжењерској школи у Берлину и Приват доцент на Берлинском универзитету. 1855. постао је професор на ЕТХ Цирих, Швајцарском савезном технолошком институту у Цириху, где је боравио до 1867. Преселио се у Вирцбург 1867. године. а две године касније, 1869. у Бон.
Током Француско-пруског рата Клаузије је 1870. организовао корпус хитне помоћи. Рањен је у бици, а своје услуге одликован је Гвозденим крстом.
Његова супруга Аделаида Римпхам умрла је на порођају 1875. године, оставивши га да сам одгаја њихово шесторо деце. Наставио је да предаје, али је због тога имао мање времена за истраживање.
Оженио се 1886. са Софијом Сак и са њом је имао још једно дете.
Умро је у Бону у Немачкој, 24. августа 1888. године.

## Рад
Клаузијусова докторска теза о рефракцији светлости образлаже да током дана гледамо плаво небо и различите нијансе црвене при изласку и заласку сунца због рефлексије и рефракције светлости. Касније би лорд Раилих показао да је то у ствари последица распршења светлости, али без обзира на то, Клаузијус је користио далеко више математички приступ него што су неки други користили.
Његов најпознатији рад, (Ueber die bewegende Kraft der Wärme) „О покретној снази топлоте“ , објављен је 1850. године и бавио се механичком теоријом топлоте. У овом раду показао је да постоји контрадикција између Царнотовог принципа и концепта очувања енергије. Клаузије је друкчије изложио
Први и други закона термодинамике да би превазишао ову контрадикцију. Трећи закон термодинамике развио је Валтхер Нернст током 1906.–1912..
Клаузијусов најпознатији изказ другог термодинамичког закона објављен је на немачком 1854, и на енглеском 1856.
Током 1857. године, Клаузијус је допринео пољу кинетичке теорије након што је рафинирао веома једноставан гас-кинетички модел Аугуста Кронига који укључује транслационе, ротационе и вибрационе молекуларне покрете. У истом том раду представио је концепт 'Средњег слободног пута' честице.
Клаузијус је из термодинамике изводити закључак да је однос Клаузијус-Клапеирон однос, који представља карактеристику фазног прелаза између два стања материје, као што су чврста и течна, првобитни закључак је развио 1834. године Емил Клапеирон.
Клаузијус је 1870. године дао виралну теорему, која представља однос између просечног времена кинетичке енергије и просечног времена потенцијалне енергије затвореног непокретног физичког система. Због тога је повезан са механиком и затвореним термодинамичким системом.
Клаузијус је такође увео средњи слободни пут у физику, темељни концепт статистичке механике.

## Ентропија
Клаузијус је 1865. дао прву математичку верзију концепта ентропије, и дао и му име(. Клаузије је одабрао реч јер је значење (од грчког εν „у“ и τροπη „преображај“) „трансформација садржаја“ или „садржај трансформације“ (Verwandlungsinhalt). За ентропију је користио напуштену јединицу Clausius (симбол: Cl) .
1 Клаузијус (Cl) = 1 калорија / степен Целзијуса (cal / °C) = 4.1868 џула по келвину (Ј / К)
{\displaystyle Cl(Clausius)={\frac {1calorija}{1stepenC}}=4,1868{\frac {Jul}{Kelvin}}}
Оријентациони рад из 1865. године у који је увео концепт ентропије завршава се следећим кратким прегледом првог и другог закона термодинамике:
- Енергија универзума је константна.
- Ентропија универзума тежи максимуму.

## Клаузијус-Ранкинеов процес
Клаузијус-Ранкинеов процес је термодинамички кружни процес у којем се из топлотне енергије добија механичка енергија, при чему се као радни медијум користи водена пара.
У техници се тај процес остварује у термоенергетском постројењу комбинацијом следеће основне опреме:
- парном машином или парном турбином, где се део топлотне енергије коришћењем водене паре претвара у механичку енергију
- кондензатором, у којем се пара кондензује одвођењем топлоте, најчешће помоћу расхладне воде
- напојном пумпом, којом се кондензат поновно враћа у генератор паре

## Клаузијус-Клаперон једначина
Клаузијус-Клапеирон једначина једна је од основних термодинамичких једначина која описује изотермалне фазне прелазе типа 1 (на пример, топљење или испаравање).
Ако је:
- {\displaystyle {\frac {\mathrm {d} p}{\mathrm {d} T}}} степен криве промене стања,
- {\displaystyle \Delta H} латентна енталпија промене стања,
- {\displaystyle (V_{2}+V_{1})} одговарајући волумени 2 фазе, а
- {\displaystyle T} термодинамичка температура на којој се промена збива, једначина гласи:

{\displaystyle {\frac {\mathrm {d} p}{\mathrm {d} T}}={\frac {\Delta H}{(V_{2}+V_{1})\,T}}}

### Фазни прелази
Фазни прелази су промене стања одређене фазе (елементарне, једињења, еутектике, периферне итд.), при промени температуре. Следећа фазни прелази су различити:
- фазни прелази типа 1, у којима су слободне енталпијске равнотеже у обе фазе једнаке по вредности, али се истовремено ентропија и запремина драматично мењају. Прелази фазе 1 укључују, на пример, топљење, испаравање и сублимацију.
- фазни прелази типа 2 чија се енталпија, ентропија или запремина не мењају у равнотежи. У фазне прелазе типа 2, где на пример, материје губе своја феромагнетна својства, суперпроводљивост, процесе разградње и формирања интерметалних једињења у чврстој фази.

## Признања
- Почасно чланство у институцији инжењера и бродоградитеља у Шкотској 1859. године. IESIS
- Гвоздени крст 1870. године
- Члан Краљевског друштва Лондона 1868.
- Медаља Цоплеи добио је 1879. године.
- Члан Краљевске Шведске академије наука 1878.
- Хуигенс-ова медаља 1870. године
- Страни члан Национална академија у Линцеи у Риму 1880
- Члан Немачке академије наука Леополдина 1880. године
- Понцелет награда 1883.
- Почасни докторат на Универзитету у Визцбургу 1882. године.
- Страни члан Академије наука и наука Краљевине Холандије 1886.
- Орден за заслуге за уметност и науку 1888
- Лунарни кратер Клаузијус (кратер) који је добио име у његову част.
- Спомен обележје у његовом родном граду Кошалин 2009. године

## Публикације
- Clausius, R. (1867). The Mechanical Theory of Heat – with its Applications to the Steam Engine and to Physical Properties of Bodies. London: John van Voorst. „editions:PwR_Sbkwa8IC.” English translations of nine papers.